# Pandemia de COVID-19 na Tailândia
Este artigo documenta os impactos da pandemia de coronavírus de 2020 na Tailândia. A Tailândia foi o primeiro país depois da China a confirmar um caso da doença. O primeiro caso foi confirmado dia 13 de janeiro de 2020 e a primeira morte em 1 de março de 2020.

## Linha do Tempo

### Janeiro de 2020
Uma chinesa de 61 anos, residente em Wuhan, que não havia visitado o Mercado Atacadista de Frutos do Mar de Huanan, mas que esteve em outros mercados, desenvolveu dor de garganta, febre, calafrios e dor de cabeça em 5 de janeiro. Veio para a Tailândia em 8 de janeiro junto de familiares e turistas. Chegando no aeroporto foi detectada pela vigilância térmica e depois hospitalizada. em 13 de janeiro, confirmou-se o resultado positivo.
O segundo caso confirmado da Tailândia ocorreu em uma mulher de 74 anos que chegou a Bangkok em um voo de Wuhan em 17 de janeiro. Em 21 de janeiro, o Hospital Nakornping relatou um caso suspeito de um paciente do sexo masculino de 18 anos de idade que havia chegado de Wuhan com febre alta; suas amostras de sangue foram enviadas para o Hospital Memorial King Chulalongkorn, em Bangkok, para análise posterior. Sua condição havia melhorado de acordo com uma declaração oficial divulgada pelo Hospital Maharaj Nakorn Chiang Mai em 31 de janeiro.
Em 22 de janeiro, o MOPH anunciou dois novos casos confirmados. O terceiro era um homem de 68 anos, turista chinês como nos casos anteriores. O quarto caso foi o primeiro caso para um cidadão tailandês; uma mulher de 73 anos, internada no Hospital Nakhon Pathom na província de Nakhon Pathom, chegando de Wuhan.
O quinto caso foi confirmado em 24 de janeiro, envolvendo uma chinesa de 33 anos que chegava de Wuhan com sua filha de 7 anos que não estava infectada. Ela se internou no hospital Rajvithi , três dias após sua chegada a Bangkok, em 21 de janeiro.
Em 26 de janeiro, o MOPH afirmou que oito casos foram confirmados, incluindo um de Hua Hin. Todos eram chineses, exceto uma mulher de Nakhon Pathom. Os cinco primeiros pacientes receberam alta.
Outros seis casos foram confirmados em 28 de janeiro, com cinco da mesma família em Wuhan e outro de Chongqing. A Tailândia começou a escanear todos os viajantes da China.
Em 31 de janeiro, foram relatados mais cinco casos, elevando o número acumulado de casos para 19. Um era um motorista de táxi local que não tinha registros de viagens à China e, portanto, suspeitava-se de ter sido infectado por um turista chinês que ele pegou.  Esse foi o primeiro caso de transmissão de vírus corpo a corpo no país. Foi relatado que o motorista de táxi entrou em contato com pelo menos treze outros indivíduos, principalmente membros da família, antes de procurar tratamento.

### Fevereiro de 2020
Em 2 de fevereiro, médicos do Hospital Rajavithi anunciaram que obtiveram sucesso no tratamento de casos graves de COVID-19 usando uma combinação de medicamentos para gripe e HIV, com resultados iniciais mostrando melhora 48 horas após a aplicação o tratamento. No entanto, era muito cedo para confirmar que essa abordagem pode ser aplicada a todos os casos.
Em 4 de fevereiro, o governo enviou um avião da Thai AirAsia para buscar 138 cidadãos presos em Wuhan após o bloqueio, que aterrissou no Aeroporto Internacional de U-Tapao às 19:00, horário local. Entre os evacuados, seis foram hospitalizados com febre alta, sendo os restantes enviados posteriormente para ficarem de quarentena na Base Naval de Sattahip por duas semanas. Três cidadãos não foram evacuados, o que incluiu dois estudantes com febre alta e outro com visto já não válido. No mesmo dia, a Tailândia confirmou outros seis casos, incluindo um casal tailandês que acabara de voltar do Japão; não estava claro se eles haviam contraído o vírus enquanto viajavam ou depois de retornar à Tailândia. Dois novos casos também foram relatados em motoristas que buscaram passageiros chineses.
Em 8 de fevereiro, foram confirmados outros seis casos envolvendo dois chineses e um passageiro a bordo do voo de evacuação de quatro dias atrás e outros dois tailandeses expostos a turistas. Esses seis casos elevaram a contagem total de casos confirmados para 32.
Em 15 de fevereiro, uma mulher tailandesa de 35 anos que trabalhava em um hospital particular testou positivo, marcando a primeira infecção em um profissional de saúde. Uma investigação descobriu que ela não usava máscara e traje de proteção durante o tratamento de um paciente. Vários relatórios anteriores afirmaram erroneamente que ela trabalhava no Instituto Bamrasnaradura, que mais tarde foi refutado e esclarecido pelo MOPH.
Após 8 dias sem casos relatados, mais dois casos foram confirmados em 24 de fevereiro, elevando o número para 37. Dois dias depois, o número de casos confirmados subiu para 40, dois dos quais tailandeses que haviam voltado recentemente do Japão. O casal de idosos, que acabara de voltar de Hokkaido, já havia espalhado o vírus para o neto em casa antes de procurar tratamento. 101 indivíduos com quem entraram em contato foram testados quanto ao vírus.

### Março de 2020
Em 1º de março, o MOPH relatou a primeira morte confirmada na Tailândia, um tailandês de 35 anos que foi originalmente diagnosticado com dengue. Inicialmente, ele se recuperou completamente antes de morrer de falência de múltiplos órgãos devido a danos nos pulmões causados pelo vírus. O ministério está realizando investigações para descobrir qual doença é a principal causa de sua morte. No mesmo dia, a King Power divulgou uma declaração identificando o homem que havia morrido como um dos consultores de produtos parceiros da empresa em sua filial em Sivaree. A agência foi fechada desde o dia em que ele testou positivo para o vírus e todos os funcionários examinados pelas autoridades de saúde.

Em 22 de março, a Tailândia registrou 188 novos casos. Em 24 de março, foram anunciadas três novas mortes, todas de nacionalidade tailandesa, incluindo um homem de 79 anos vinculado ao cluster do Lumpinee Boxing Stadium. Também foi anunciado que 4 trabalhadores médicos foram infectados com o vírus depois de entrar em contato com pacientes que se recusaram a revelar seu histórico de viagens enquanto procuravam tratamento.